# Virginijus Česnulevičius
Virginijus Česnulevičius (* 17. November 1956 in Kretinga; † 7. April 2008 in Vilnius) war ein litauischer Politiker, Vizeminister und Grenzschützer, von 1990 bis 1992 Leiter des litauischen Grenzschutzes (VSAT), Oberstleutnant.

## Leben
Nach dem Abitur 1974 an der Kristijonas-Donelaitis-Mittelschule Kybartai studierte Česnulevičius an der Militärhochschule der Seestreitkräfte in Kaliningrad. 1975 leistete er den Sowjetarmeedienst. Danach arbeitete er als Autoschlosser in Kaunas und studierte am Kauno politechnikos institutas. 1982 absolvierte er die Hochschule des Innenministeriums in Minsk und arbeitete am sowjetlitauischen Innenministerium bei der Kriminalsuche als Oberinspektor.
Ab Juni 1990 war Česnulevičius ehrenamtlicher Berater in der Schutzkommission von Seimas. Vom Oktober 1990 bis 1992 leitete er die Grenzschutz-Abteilung  am Krašto apsaugos departamentas (KAD) und später das Grenzschutzamt Litauens, ab 1991 stellvertretender Direktor von KAD (Stellvertretender Verteidigungsminister Litauens), Stellvertreter des Ministers Audrius Butkevičius. Dezember 1991 wurde er zum Oberstleutnant befördert. Von 1992 bis 1993 leitete er das Imunitätsamt (Abteilung für Gegenspionage) am  Verteidigungsministerium Litauens. Danach arbeitete er in den Banken als Sicherheitsspezialist, in der Verwaltung der Stadtgemeinde Vilnius, ab 2003 als Oberjurist im Verteidigungsministerium. Er lehrte an der Lietuvos karo akademija. 2006 absolvierte er das Studium an der Mykolo Riomerio universitetas.
Česnulevičius wurde mit dem Vyčio Kryžiaus ordinas (Riterio kryžius) ausgezeichnet.